# Capilla de la Santa Cruz de la Calle Las Huertas
La capilla de la Santa Cruz de la calle Las Huertas es un templo católico que se encuentra en el municipio de Rociana del Condado, provincia de Huelva (España). En esta capilla se encuentra la Santa Cruz de la Calle Las Huertas, una de las representaciones que procesionan durante la festividad de las Cruces de Mayo.

## Descripción

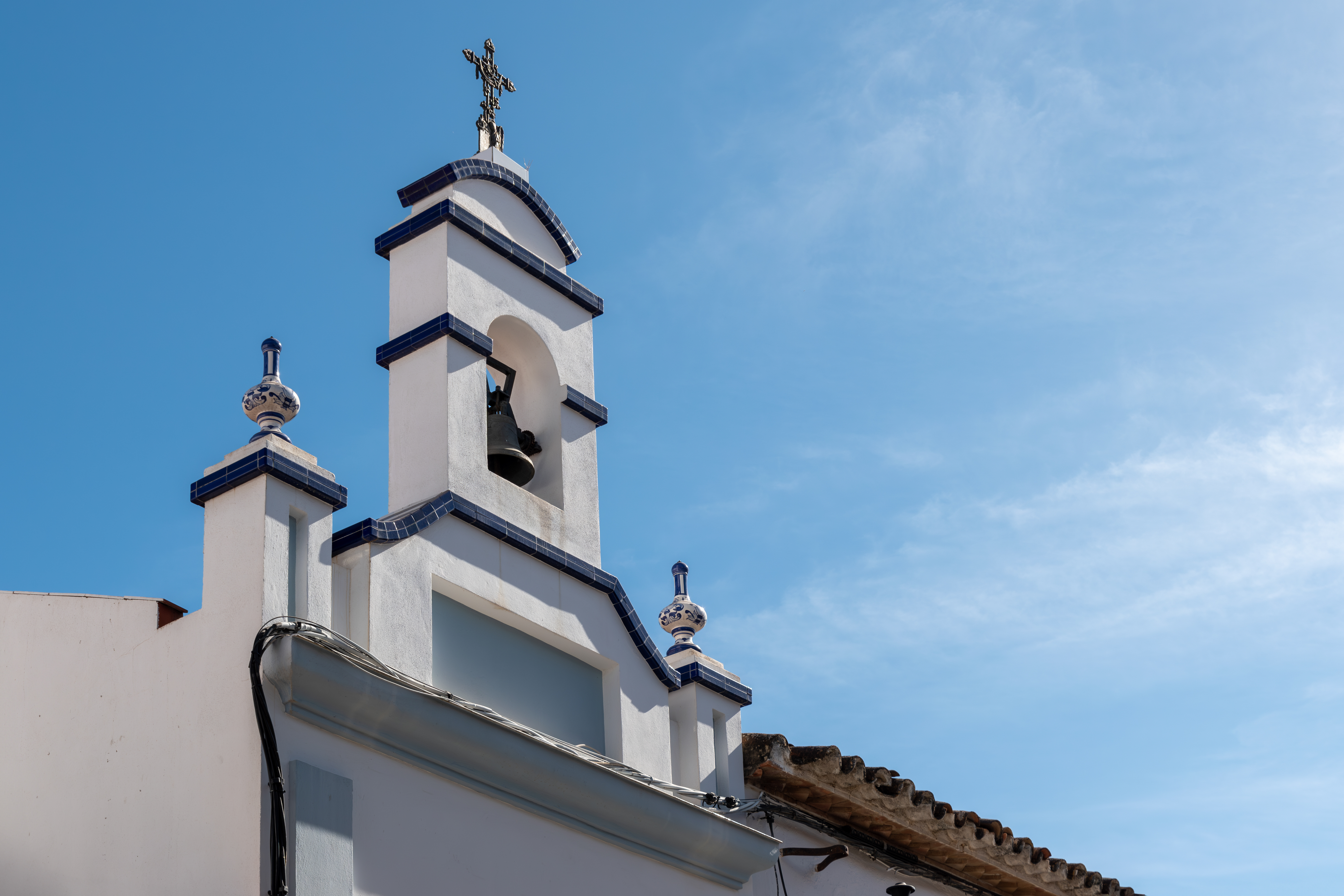
Espadaña de la Capilla.

Es una capilla de pequeñas dimensiones ubicada en su calle homónima. La fachada es sencilla, con un paredón rematado por una cornisa tipo espadaña. Tiene una puerta de entrada acristalada desde la que se puede ver la cruz. Sobre la puerta se encuentra la fecha inscrita “MCMLXX”.

## Historia
Fue edificada en el año 1970 en un solar donado por Rafael López Muñoz. Se trata de la capilla de una de las cruces de Rociana que no realiza fiesta propia, pero que sí procesiona junto al resto el primer fin de semana de mayo.